# ラヴェルナ・ルーシェン
ラヴェルナ・ルーシェン（新王国暦492年? - ）は、日本のテーブルトークRPG、『ソード・ワールドRPG』シリーズに登場する架空の人物。人間。"魔女"の異名を持つ。作中の時間軸である新王国暦521年現在、アレクラスト大陸中原地方の王国「剣の王国オーファン」の宮廷魔術師を務める。

## 経歴
オーファンの首都ファンの商家の出身。幼いころより神童ぶりを発揮し、父親から目をかけられていた。のち、12歳でファンの魔術師ギルドに入学し、最高導師カーウェスに師事。ここでも天才の名をほしいままとし、"魔女"の二つ名で呼ばれるに至る。15歳で正魔術師となり、17歳で導師の資格を得る。
作中の暦で新王国暦510年にオーファン国王リジャールの命によってアレクラスト探索の旅に出発。この旅には後に夫となる騎士ローンダミスらも同行した。約十年の歳月をかけて大陸の2/3を旅し、いにしえの滅びの街、マーラ・アジャニスの都など有名な古代王国の遺跡のいくつかを探索してその謎を解く、オラン王国では魔術師ギルドの開祖マナ・ライに会見し教えを受けるなど多くの成果をあげた。
探索からの帰還後、近衛騎士隊長となったローンダミスと結婚。『アレクラストの博物学』（後述）を著す。新王国暦521年には老病のため引退したカーウェスに代わってオーファンの宮廷魔術師の地位に就任し、魔術師でもあるリジャールの庶子リウイの導師をも引き継いだ。このとき魔術師ギルド内での席次が上位であり最高導師の代行者となったフォルテスが彼女の就任に反対、宮廷魔術師の兼任を求める一幕があったが、決定は覆ることはなかった。王国の運営は外交を重視しており、隣国・ラムリアースとの友好関係構築やザイン内乱の沈静にも一役かっている。

## 性格
平素は魔女の二つ名そのままに己を律し、冷静かつ冷厳な態度を見せるが、ローンダミスと二人きりの折には柔らかな表情を見せることもある。なお、新ソード・ワールドRPGリプレイの最終巻に臨時のプレイヤー・キャラクターとして登場した際には夫を尻に敷くような性格も見せており、魔女らしからぬある意味人間的な一面を覗かせた。

## アレクラストの博物学
ラヴェルナが新王国暦520年頃にまとめた書物。『旅行記』と『博物誌』の二編からなる。『旅行記』にはアレクラスト探索の旅の記録が記され、『博物誌』には大陸各地のモンスターの生態などが記されている。
なお、『ソード・ワールドRPG ワールドガイド』（1993年初版発行）はこの書物の記述に即して書かれているというスタイルを用いており、内容を知ることが可能である。

## 関係者
- 夫
  - ローンダミス - オーファン近衛騎士隊長。アレクラスト探索の旅に同道した。
- 導師（魔術の師）
  - 「偉大なる」カーウェス - オーファン魔術師ギルドの最高導師。オラン魔術師ギルドのマナ・ライの孫弟子に当たる。
- 弟子
  - リウイ - オーファン魔術師ギルド所属の正魔術師。カーウェスの養子。実はリジャール王の庶子である。
- 友人
  - ジュディス・ランロード - ラムリアースの元森林衛士（ウッド・レンジャー）。探索の仲間。
  - ケニー・アルバス - 一角獣の森の自然崇拝者（ドルイド）。探索の仲間。
  - アンウェン - ユニコーン。ある事件（短編集『レプラコーンの涙』収録の『一角獣の乙女』）が原因で角を失う。癒しの力は失われたが知性は残っており、精霊語（もしくは古代語魔法の「テレパシー」など）で会話が可能。ジュディスの乗馬。
- 使い魔
  - 公式設定では、使い魔については言及されていない。高位の魔術師であり使い魔を持つことはできるが、ソード・ワールドでは魔術師だからといって使い魔を持たなくてはならないわけではない。
  - ただし、新ソード・ワールドRPGリプレイの第25・5話「ケロ□?うん、そう」において、バスが「種族は特定しないが、名前がないのは不便。よって『けろぴょん』と呼びましょう」と、明らかに種族が特定される名前をつけたことがある。なお、その後に「けろぴょん」が具体的に登場したことはない。